# Амбарные клещи
Амба́рные, хле́бные, или мучны́е клещи́ (лат. Acaroidea) — надсемейство паукообразных из подкласса клещей (Acari). Длина тела составляет 0,2—0,5 мм. Амбарные клещи освоили широкий ряд биотопов, к числу которых относятся почва, надземные и подземные части растений, гнёзда и норы животных.

## Классификация
В надсемейство включают 6 семейств:
- Семейство Acaridae Latreille, 1802 [syn.Tyroglyphidae Donnadieu, 1868] (88 родов, 541 вид)
  - Род Acarus Linnaeus, 1758 [syn. Tyroglyphus Latreille, 1796]
- Семейство Gaudiellidae Atyeo, Baker & Delfinado, 1974 (5, 7)
- Семейство Glycacaridae Griffiths, 1977 (1, 1)
- Семейство Lardoglyphidae Oudemans, 1927 (2, 8)
- Семейство Scatoglyphidae Zachvatkin & Volgin, 1956 (1, 1)
- Семейство Suidasiidae Hughes, 1948 [syn. Sapracaridae Fain] (7, 18)
- ? Bulacaridae Fan et Zhao, 2024[5]
  - Род Bulacarus Fan et Zhao, 2024
    - Вид Bulacarus curvisetus Fan et Zhao, 2024

## Известные виды
Многие виды вызывают аллергию или астматические явления при попадании в дыхательные пути. Среди вредителей:
- Вредители зерна и зернопродуктов
  - Aleuroglyphus ovatus — Темноногий клещ[3][1]
  - Caloglypyus rodionovi — Клещ Родионова[1]
  - Glycyphagus destructor — Волосатый клещ[1]
  - Tyrophagus farinae — Мучной клещ
  - Удлинённые клещи[3][6]: Tyrophagus noxius, Tyrophagus perniciosus
- Вредители лука
  - Rhizoglyphus echinopus — Луковичный клещ[3][1]
- Вредители сыра
  - Tyrolichus casei — Сырный клещ[3][1]
- Вредители вина
  - Histiogaster bacchus — Винный клещ[3][6], поселяются на поверхности вина